# Мутари, Амаду
Тиджа́ни Амаду́ Мута́ри Кала́ла (фр. Tidjani Amadou Moutari Kalala; 19 января 1994, Арли, Нигер) — нигерский футболист, полузащитник клуба «Тузласпор» и сборной Нигера.
Одинаково хорошо выступает на обоих флангах полузащиты и в нападении.

## Клубная карьера
Амаду начал свою футбольную карьеру в клубе «Акокана». В сезоне 2011/12 Мутари провёл 10 матчей и забил 3 мяча, а его клуб стал серебряным призёром чемпионата Нигера.
Успешное выступление привлекло внимание скаутов клуба «Ле-Ман». 29 января 2012 года, в день своего восемнадцатилетия Амаду подписал трёхлетний контракт с французской командой. После восстановления от травмы, полученной на Кубка африканских наций 2012, Мутари выступал за вторую команду «Ле-Мана», выступавшую в любительском чемпионате Франции. Свой первый матч за неё нигерец провёл 29 апреля 2012 года.
За два года за вторую команду «Ле-Мана» Амаду сыграл в 9 матчах.
В ноябре 2013 года после объявления о расформировании «Ле-Мана» Мутари стал свободным агентом.
26 февраля 2014 года Амаду был заявлен за донецкий «Металлург». Дебютировал в Премьер-лиге 15 марта, в матче против «Ильичевца», выйдя на замену на 72 минуте. В дебютном на Украине сезоне провел 6 игр, но не сыграл ни одного полного матча.
Главный тренер «Металлурга» Сергей Ташуев охарактеризовал Мутари, как будущее донецкой команды.
Летом 2014 года вместе с главным тренером Сергеем Ташуевым Мутари перебрался в махачкалинский «Анжи». 27 июля в матче с астраханским «Волгарем» забил свой первый гол за «Анжи».
В дебютном матче Кубка Венгрии, забил свой первый гол в ворота «Гонведа».

## Карьера в сборной
Не проведя ни одной игры за сборную Нигера, Амаду был включён в заявку на Кубок африканских наций 2012, куда нигерцы пробились впервые в своей истории. В матче первого тура группового этапа против сборной Габона вышел на поле на 63 минуте при счёте 2:0 в пользу хозяев турнира. На 69 минуте Стефан Н’Гема нарушил правила на Мутари, в результате чего молодой полузащитник получил перелом ноги и покинул поле на носилках. Сфоливший габонец получил жёлтую карточку, а нигерцы, сделавшие к тому времени все 3 замены, были вынуждены доигрывать матч вдесятером. Позднее Н’Гема навестил Амаду в больнице, принеся свои извинения. Эта травма вывела Амаду из строя на 3 месяца. В 2012 году Мутари принял участие ещё в 3 товарищеских встречах нигерцев.
Мутари был заявлен Нигером для участия в Кубка африканских наций 2013, однако на турнире не провёл ни одной игры. В 2013 году выступал за сборную в отборочном матче к Чемпионату мира 2014 против команды Буркина-Фасо. Сборной Нигера не удалось квалифицироваться на турнир в Бразилии.

## Статистика
| Клуб               | Сезон            | Лига | Лига | Кубок страны | Кубок страны | Еврокубки | Еврокубки | Итого | Итого |
| Клуб               | Сезон            | Игры | Голы | Игры         | Голы         | Игры      | Голы      | Игры  | Голы  |
| ------------------ | ---------------- | ---- | ---- | ------------ | ------------ | --------- | --------- | ----- | ----- |
| Акокана            | 2011/12          | 10   | 3    | 0            | 0            | 0         | 0         | 10    | 3     |
| Акокана            | Итого            | 10   | 3    | 0            | 0            | 0         | 0         | 10    | 3     |
| Ле-Ман 2           | 2011/12          | 3    | 0    | -            | -            | -         | -         | 3     | 0     |
| Ле-Ман 2           | 2012/13          | 6    | 0    | -            | -            | -         | -         | 6     | 0     |
| Ле-Ман 2           | Итого            | 9    | 0    | 0            | 0            | 0         | 0         | 9     | 0     |
| Металлург (Донецк) | 2013/14          | 6    | 0    | -            | -            | -         | -         | 6     | 0     |
| Металлург (Донецк) | Итого            | 6    | 0    | 0            | 0            | 0         | 0         | 6     | 0     |
| Анжи               | 2014/15          | 29   | 6    | 2            | 1            | -         | -         | 31    | 7     |
| Анжи               | 2015/16          | 11   | 0    | 1            | -            | -         | -         | 12    | -     |
| Анжи               | Итого            | 40   | 6    | 3            | 1            | 0         | 0         | 43    | 7     |
| Всего за карьеру   | Всего за карьеру | 65   | 9    | 3            | 1            | 0         | 0         | 68    | 10    |